# Cheongsong
Der Landkreis Cheongsong (kor.: 청송군, Cheongsong-gun) befindet sich in der Provinz Gyeongsangbuk-do in Südkorea. Der Verwaltungssitz befindet sich in der Stadt Cheongsong-eup. Der Landkreis hatte eine Fläche von 846 km² und eine Bevölkerung von 25.623 Einwohnern im Jahr 2019.
Cheongsong ist unter Koreanern bekannt für seine Äpfel. Cheongsong-Äpfel machten sowohl in Korea als auch in Seoul einen großen Prozentsatz der konsumierten Äpfel aus. Ein weiteres berühmtes Produkt von Cheongsong ist der Cheongyang Pepper, eine koreanische scharfe Chili.
Der Juwangsan-Nationalpark befindet sich hier.

Lage des Landkreises in Gyeongsangbuk-do